# Мальгиум

Древнее Междуречье

Мальгиум — город и прилегающая к нему область в Древней Месопотамии, на восточном берегу Тигра, южнее устья реки Диялы. Расцвет приходится на старовавилонский период. Мальгиум вёл войны с царством Ларса (при царе Гунгунуме) и вошел в большое (направленное против Хаммурапи) объединение лежащих за Тигром государств. Он встречается в названиях годов царствования этого правителя (с 30-го по 39-й года). В конце старовавилонского периода упоминания о Мальгиуме исчезают.